# مسجد كامبونج بيريبي
مسجد كامبونج بيريبي يقع المسجد في منطقة كامبونج بيريبي، على بعد حوالي خمسة كيلومترات من مدينة بندر سري بكاوان عاصمة بروناي .

## البناء
بدأ بناء مسجد كامبونج بيريبي في السابع عشر من شهر فبراير من عام 1983، على أرض موقع مساحته 2 فدان، وقد تم الانتهاء من بناء المسجد في التاسع من شهر ديسمبر من عام 1983 .

## الافتتاح
افتتح مسجد كامبونج بيريبي رسميا يوم الجمعة العشرين من شهر محرم من عام 1404 هـ الموافق الثالث والعشرين من شهر مارس من عام 1984، تم الافتتاح من قبل باعرين بن خريج حاجي عباس وزير القانون في حكومة بروناي دار السلام.

## استيعاب المسجد
تبلغ قدرة مسجد كامبونج بيريبي الاستيعابية حوالي 500 مصلي في وقت واحد .